# Huset Farnese
Huset Farnese var en italiensk adels- og fyrsteslægt, der eksisterede fra 1100-tallet til 1766, og som var hertuger af Hertugdømmet Parma og Piacenza fra 1545 til 1731. 
Navnet stammer fra landsbyen Farnese i provinsen Viterbo i regionen Lazio, hvor slægtens stamborg ligger. Slægtens medlemmer spillede en stor rolle som konsuler og podestaer i Orvieto. Alessandro Farnese blev valgt til pave i 1534 (som Paul 3.) og fik i 1545 oprettet Hertugdømmet Parma til sin søn, Pier Luigi Farnese. Medlemmer af slægten var herefter hertuger af Parma til slægten uddøde i mandslinjen i 1731 med Antonio Farnese. Slægten uddøde i kvindelinjen i 1766 med hans niece Elisabeth Farnese, dronning af Spanien.

## Eksterne links
- Wikimedia Commons har flere filer relateret til Huset Farnese